# Liste der denkmalgeschützten Objekte in Žiar nad Hronom
Die Liste der denkmalgeschützten Objekte in Žiar nad Hronom enthält die 13 nach slowakischen Denkmalschutzvorschriften geschützten Objekte in der Gemeinde Žiar nad Hronom im Okres Žiar nad Hronom.

## Denkmäler
| Foto |                 | Denkmal / č. ÚZPF                                        | Standort / Konskr. Nr.                                           | Offizielle Beschreibung              | Beschreibung                                         | Metadaten                                                         |
| ---- | --------------- | -------------------------------------------------------- | ---------------------------------------------------------------- | ------------------------------------ | ---------------------------------------------------- | ----------------------------------------------------------------- |
| BW   | Datei hochladen | Statue(sk) ObjektID: 613-2246/0                          | Standort KG: Horné Opatovce Konskr.Nr.:                          | sv. Ján Nepomucký                    | des heiligen Johannes Nepomuk                        | č. NKP: 613-2246/0 Stand des NKP: 2012-02-08 Name: SOCHA          |
| ja   | Datei hochladen | Kirche(sk) ObjektID: 613-11660/0                         | Standort KG: Horné Opatovce Konskr.Nr.:                          | r. k. sv. Vavrinca                   | römisch-katholische Kirche St. Lorenz                | č. NKP: 613-11660/0 Stand des NKP: 2012-02-08 Name: KOSTOL        |
| ja   | Datei hochladen | Burg(sk) ObjektID: 613-1266/0                            | Standort KG: Šášovské Podhradie Konskr.Nr.:                      | ruina - Šášovský hrad                | Ruine                                                | č. NKP: 613-1266/0 Stand des NKP: 2012-02-08 Name: HRAD           |
| ja   | Datei hochladen | Stollen(sk) ObjektID: 613-1313/0                         | KG: Žiar nad Hronom Konskr.Nr.:                                  | Dedicná štôlna III.                  | Erbstollen III                                       | č. NKP: 613-1313/0 Stand des NKP: 2012-02-08 Name: ŠTÔLNA         |
| ja   | Datei hochladen | Denkmal(sk) ObjektID: 613-2920/0                         | Dr.-Janský-Straße 2 Standort KG: Žiar nad Hronom Konskr.Nr.:     | Exnár L. - 1907-1945, antif. odboj   | für Ladislav Exnár, antifaschistischer Widerständler | č. NKP: 613-2920/0 Stand des NKP: 2012-02-08 Name: POMNÍK         |
| ja   | Datei hochladen | Statue(sk) ObjektID: 613-2260/0                          | Moyzesa Št. nám. Standort KG: Žiar nad Hronom Konskr.Nr.:        | sv. Ján Nepomucký                    | Statue des hl. Nepomuk                               | č. NKP: 613-2260/0 Stand des NKP: 2012-02-08 Name: SOCHA          |
| ja   | Datei hochladen | Kirche(sk) ObjektID: 613-1279/1                          | Moyzesa Št. nám. 27 Standort KG: Žiar nad Hronom Konskr.Nr.: 261 | r. k. sv. Kríža                      | römisch-katholische Kirche zum heiligen Kreuz        | č. NKP: 613-1279/1 Stand des NKP: 2012-02-08 Name: KOSTOL         |
| ja   | Datei hochladen | Statuengruppe(sk) ObjektID: 613-1279/2                   | Moyzesa Št. nám. Standort KG: Žiar nad Hronom Konskr.Nr.:        | sv. Trojica - Socha "Gnadenstuhl"    | heilige Dreifaltigkeit                               | č. NKP: 613-1279/2 Stand des NKP: 2012-02-08 Name: SÚSOŠIE        |
| ja   | Datei hochladen | Statue(sk) ObjektID: 613-1279/3                          | Moyzesa Št. nám. Standort KG: Žiar nad Hronom Konskr.Nr.:        | sv. Ján Nepomucký                    | Statue des hl. Nepomuk                               | č. NKP: 613-1279/3 Stand des NKP: 2012-02-08 Name: SOCHA          |
| ja   | Datei hochladen | Gedenktafel(sk) ObjektID: 613-1279/4                     | Moyzesa Št. nám. Standort KG: Žiar nad Hronom Konskr.Nr.:        | Moyzes Štefan - 1797-1869, biskup    | Gedenktafel an den Bischof Štefan Moyzes             | č. NKP: 613-1279/4 Stand des NKP: 2012-02-08 Name: TABULA PAMÄTNÁ |
| ja   | Datei hochladen | Schloss(sk) Schloss Žiar nad Hronom ObjektID: 613-1280/1 | SNP ul. 16 Standort KG: Žiar nad Hronom Konskr.Nr.: 42           | Biskupský kaštiel                    | bischöfliches Palais                                 | č. NKP: 613-1280/1 Stand des NKP: 2012-02-08 Name: KAŠTIEL        |
| ja   | Datei hochladen | Park(sk) ObjektID: 613-1280/2                            | SNP ul. 16 Standort KG: Žiar nad Hronom Konskr.Nr.: 42           |                                      |                                                      | č. NKP: 613-1280/2 Stand des NKP: 2012-02-08 Name: PARK           |
| ja   | Datei hochladen | Denkmal(sk) ObjektID: 613-1280/3                         | SNP ul. Standort KG: Žiar nad Hronom Konskr.Nr.:                 | Moyzes Štefan - 1797-1869, biskup BB | Denkmal für Bischof Štefan Moyzes                    | č. NKP: 613-1280/3 Stand des NKP: 2012-02-08 Name: POMNÍK         |

## Legende
Die Tabelle enthält im Einzelnen folgende Informationen:
| Foto:                    | Fotografie des Denkmals. |
| Denkmal / č. ÚZPF:       | Die Übersetzung der Bezeichnung des Denkmals, wie sie vom Slowakischen Denkmalamt (Pamiatkový úrad Slovenskej republiky) verwendet wird. Die Originalbezeichnung ist unter dem Fragezeichen angegeben. Fehlt die Übersetzung, so wird die Originalbezeichnung direkt angezeigt. Weiters ist die Objekt-Identifikationsnummer (Objekt ID) angeführt. Sie ist die offizielle, in der Slowakei eindeutige Nummer č. ÚZPF inklusive der zugehörigen Zählnummer, wie sie in den Daten des Denkmalamtes angegeben wird. Da diese nur innerhalb eines Landkreises gezählt wird, ist dessen Nummer der Denkmalnummer vorangestellt. |
| Standort:                | Wenn in der Liste vorhanden, ist die Adresse angegeben. In Klammern kann sich noch eine zusätzliche Adresse befinden, wenn es beispielsweise ein Eckhaus ist. Bei freistehenden Objekten ohne Adresse (zum Beispiel bei Bildstöcken) ist eine Adresse angegeben, die in der Nähe des Objekts liegt. Durch Aufruf des Links Standort wird die Lage des Denkmals in verschiedenen Kartenprojekten angezeigt. Darunter sind die Katastralgemeinde (KG) und, wenn vorhanden, die Konskriptionsnummer (Konskr. Nr.) angegeben.                                                                                                   |
| Offizielle Beschreibung: | Es ist die Kurzbeschreibung auf Slowakisch, wie sie in den offiziellen Listen angegeben ist, eingetragen. |
| Beschreibung:            | Kurze Angaben zum Denkmal auf Deutsch. |
| Metadaten:               | Zusätzlich werden, wenn in den persönlichen Einstellungen das Helferlein Dauerhaftes Einblenden von Metadaten aktiviert ist, ebensolche angezeigt. |

- Karte mit allen Koordinaten:
- OSM |
- WikiMap